# Station Luc-sur-Mer
Station Luc-sur-Mer is een spoorwegstation in de Franse gemeente Luc-sur-Mer. Het station is gesloten.